# S&P Dow Jones Indices
O S&P Dow Jones Indices LLC é uma joint venture entre a S&P Global, o CME Group e a News Corp que foi anunciada em 2011 e posteriormente lançada em 2012. Ela produz, mantém, licencia e comercializa índices do mercado de ações como benchmarks e como base de produtos investíveis, como fundos negociados em bolsa (ETFs), fundos mútuos e produtos estruturados. Atualmente, a empresa possui funcionários em 15 cidades em todo o mundo, incluindo Nova York, Londres, Frankfurt, Cingapura, Hong Kong, Sydney, Pequim e Dubai.
Os índices mais conhecidos da empresa são o S&P 500 e o Dow Jones Industrial Average (DJIA), criados em 1957 e 1896, respectivamente. A empresa também administra o índice mais antigo em uso, o Dow Jones Transportation Index, criado em 1882 por Charles Dow, fundador do The Wall Street Journal.
A S&P Global (anteriormente McGraw Hill Financial, Inc.), proprietária da Standard & Poor's, controla 73% da joint venture, o CME Group possui 24,4% por meio de suas afiliadas.